# Palazzetto Torlonia a Via Tomacelli
Le Palazzetto Torlonia a Via Tomacelli est un palais situé à l'angle de la Via Tomacelli avec Largo degli Schiavoni, dans le rione Campo Marzio à Rome, face à la Piazza Augusto Imperatore.  Il a été construit en 1908 par Gustavo Giovannoni pour le sénateur Carlo Torlonia (it),. 